# Katie Leigh
Katie Leigh est une actrice américaine née le 16 décembre 1958.

## Filmographie
- 1982 : The Adventures of the Little Prince (série télévisée) : Little Prince (II) (voix)
- 1982 : Pandamonium (série télévisée) : Peggy (voix)
- 1983 : Le Sourire du dragon ("Dungeons & Dragons") (série télévisée) : Sheila the Thief (voix)
- 1984 : Muppet Babies (série télévisée) : Rowlf (1984-1991) (voix)
- 1985 : Surviving (TV) : Sarah Brogan (Voice)
- 1985 : Dumbo's Circus (série télévisée) : Dumbo (voix)
- 1985 : Les Gummi ("The Gummi Bears") (série télévisée) : Sunni (voix)
- 1986 : The GLO Friends Save Christmas : Various
- 1986 : Mon petit poney (My Little Pony: The Movie) : Fizzy / Baby Sundance (voix)
- 1986 : Mon petit poney ("My Little Pony and Friends") (série télévisée) : Fizzy / Baby Sundance (voix)
- 1988 : SOS Fantômes (série télévisée) : Jason (Junior Ghostbuster) (voix)
- 1988 : The Adventures of Raggedy Ann and Andy (série télévisée) : Sunny Bunny (voix)
- 1989 : Camp Candy (série télévisée) : Iggy (voix)
- 1990 : Bobby's World (série télévisée) : Additional Voices (voix)
- 1993 : Sonic the Hedgehog (série télévisée) : Additional Voices (voix)
- 1994 : Reform School Girl (TV) : McCarthy Girl
- 1996 : Richie Rich (série télévisée) : Richie Rich, Irona
- 1998 : Babe, le cochon dans la ville (Babe: Pig in the City) de George Miller : Kitten (voix)
- 2001 : Totally Spies! (série télévisée) : Alex (2001-2003) (voix)
- 2018 : Yo-Kai Watch (série télevisée) : Usapyon (voix)